# Коммутационный аппарат

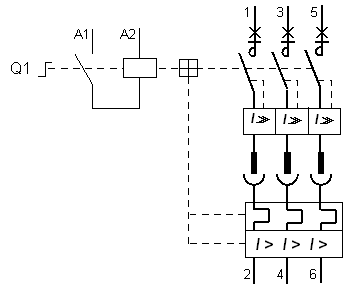
Пример электрической схемы, содержащий несколько коммутационных аппаратов.

Коммутационный аппарат — аппарат, предназначенный для включения или отключения тока в одной или нескольких электрических цепях.

## Классификация по конструктивной специфике
В общем случае все коммутационные аппараты можно разделить на два типа:
Контактный коммутационный аппарат
Коммутационный аппарат, осуществляющий коммутационную операцию путём перемещения его контакт-деталей относительно друг друга.
Бесконтактный коммутационный аппарат
Коммутационный аппарат, осуществляющий коммутационную операцию без перемещения и разрушения его деталей (на основе полупроводниковых или газоразрядных приборов, магнитных усилителей, и т. п.).

## Виды коммутационных электрических аппаратов
Основными электрическими коммутационными аппаратами являются:
- выключатель
- автоматический выключатель
- выключатель нагрузки
- устройство защитного отключения
- отделитель
- разъединитель
- переключатель
- короткозамыкатель
- предохранитель
- контактор
- реле
- пускатель
- пусковой и пускорегулирующий реостаты
- контроллер

## Параметры коммутационных аппаратов
- Воздействующая величина — Физическая величина, на которую коммутационный аппарат предназначен реагировать.
- Уставка по воздействующей величине — Заданное значение величины срабатывания или несрабатывания, на которое отрегулирован аппарат
- Уставка по времени — Значение выдержки времени, на которое отрегулирован аппарат
- Диапазон уставки — Область значений уставки, на которые может быть отрегулирован аппарат
- Время включения — Интервал времени с момента подачи команды на включение коммутационного аппарата до момента появления заданных условий для прохождения тока в его главной цепи
- Собственное время включения — Интервалы времени с момента подачи команды на включение контактного аппарата до момента соприкосновения заданного контакта
- Собственное время отключения — Интервал времени с момента подачи команды на отключение до момента прекращения соприкосновения контактов полюса, размыкающего последним
- Полное время отключения цепи — Интервал времени с момента подачи команды на отключение коммутационного аппарата до момента прекращения тока во всех полюсах аппарата
- Времятоковая характеристика — Зависимость времени срабатывания коммутационного аппарата от тока в его главной цепи
- Ток отключения — Принятое значение ожидаемого тока в цепи, отключённой аппаратом, в заданный момент времени
- Ток включения — Принятое значение ожидаемого тока в цепи, включённой аппаратом, в заданный момент времени
- Устойчивость при сквозных токах — Способность аппарата в соответствующем коммутационном положении или состоянии пропускать определённый ток в течение определённого времени в предусмотренных условиях, оставаясь после этого в предусмотренном состоянии
- Механическая износостойкость — Способность контактного аппарата выполнять в определённых условиях определённое число операций без тока в цепи главных и свободных контактов, оставаясь после этого в предусмотренном состоянии
- Коммутационная износостойкость — Способность контактного аппарата выполнять в определённых условиях определённое число операций при коммутации его контактами цепей, имеющих заданные параметры, оставаясь после этого в предусмотренном состоянии
- Восстанавливающееся напряжение — Напряжение, появляющееся на контактах одного полюса коммутационного аппарата в переходном режиме непосредственно после погасания в нём дуги.
- Диаграмма коммутационных положений — Диаграмма, показывающая положения контактов в различных коммутационных положениях коммутационного аппарата и последовательность перехода из одного коммутационного положения в другое